# Sent Africa
Sant Africa (o també Sent Africa en occità, Saint-Affrique en francès i oficialment) és un municipi del departament francès de l'Avairon, a la regió d'Occitània.

## Demografia
| Evolució de la població |      |      |      |      |      |      |      |      |
| 1793                    | 1800 | 1806 | 1821 | 1831 | 1836 | 1841 | 1846 | 1851 |
| 4527                    | 5590 | 5348 | 6008 | 6336 | 6421 | 6208 | 6760 | 6618 |

| 1856 | 1861 | 1866 | 1872 | 1876 | 1881 | 1886 | 1891 | 1896 |
| ---- | ---- | ---- | ---- | ---- | ---- | ---- | ---- | ---- |
| 6760 | 6807 | 7046 | 7214 | 7622 | 7598 | 7177 | 7223 | 7026 |

| 1901 | 1906 | 1911 | 1921 | 1926 | 1931 | 1936 | 1946 | 1954 |
| ---- | ---- | ---- | ---- | ---- | ---- | ---- | ---- | ---- |
| 6699 | 6571 | 6495 | 6211 | 6181 | 6592 | 6881 | 7455 | 7236 |

| 1962 | 1968 | 1975 | 1982 | 1990 | 1999 | 2006 | 2011 | 2016 |
| ---- | ---- | ---- | ---- | ---- | ---- | ---- | ---- | ---- |
| 7142 | 7674 | 8223 | 8475 | 7798 | 7507 | -    | -    | -    |

| 2019 | - | - | - | - | - | - | - | - |
| ---- | - | - | - | - | - | - | - | - |
| -    | - | - | - | - | - | - | - | - |

## Personatges il·lustres
- Maurice Mathieu (1768 - 1833), militar.
- Pierre Frédéric Sarrus (1798 - 1861), matemàtic.
- Émile Borel (1871 - 1956), matemàtic.
- Jules Miquel (1885 - 1966), ciclista.
- Richard Sainct (1970 - 2004), pilot de ral·lis.